# 阿非利卡人党

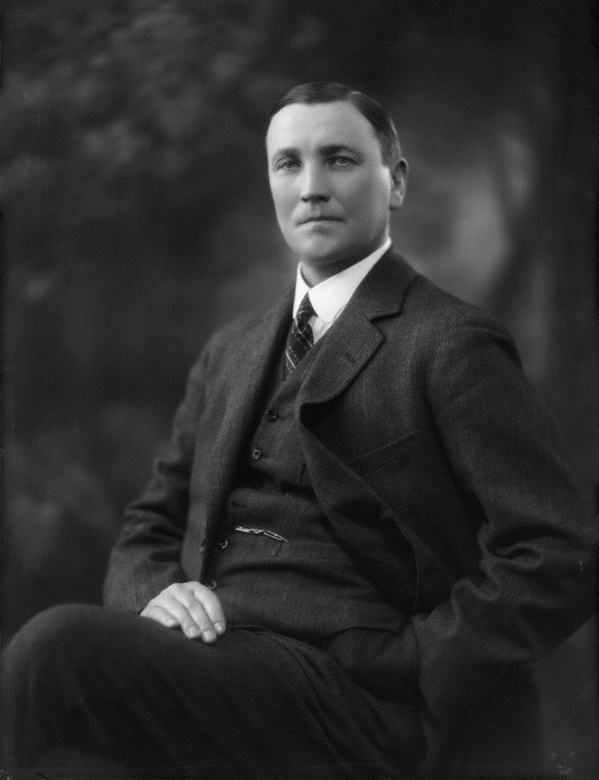
該黨創黨人尼古拉斯·哈芬哈

阿非利卡人党（阿非利卡语：Afrikaner party）是南非于1941至1951年存在的阿非利卡民族主義政黨。

## 簡介
阿非利卡人党的成立可以追溯到1939年9月，当时南非在第二次世界大战爆发后不久随英国对納粹德國宣战。時任南非总理巴里·赫尔佐格不同意宣戰，故退出執政黨統一黨且辭去總理一職，並成立人民黨。
人民黨後分裂，一派加入纯正国民党，其最终并入联合国民党，而另一派则在尼古拉斯·哈芬哈的领导下成立阿非利卡人党。

### 1948年選舉
在1948年南非大选中，阿非利卡人党與联合国民党合作，以阿非利卡民族主義、白人至上主义獲得白人選民支持。由於當時阿非利卡人党稱支持國家社會主義以吸引親納粹的Ossewabrandwag加入，國民黨的合作條件包含不得提名Ossewabrandwag成員。
兩黨聯盟最終贏得選舉，獲得國會過半席次，並由丹尼尔·马兰擔任總理、尼古拉斯·哈芬哈擔任副總理。而後兩黨在1951年合併，更名為國民黨，開始推行種族隔離政策。種族隔離政策在結束後仍影響南非社會至今。
1954年馬蘭辭職後，哈芬哈擔任代理總理約1個月，而後南非國會選出約翰內斯·格哈杜斯·斯揣敦擔任新總理。

## 選舉紀錄
| 選舉年份 | 得票數   | 得票率  | 席次 |
| -------- | -------- | ------- | ---- |
| 1943     | 15,607   | 1.78%   | 0    |
| 1948     | 41,885 ▲ | 3.93% ▲ | 9 ▲  |